# Ce-polska
CENTRUM CERTYFIKACJI CECE-Polska, Inc. – polskie przedsiębiorstwo consultingowe założone w 1982, od 2000 zajmujące się doradztwem w zakresie wydawania europejskich deklaracji zgodności CE oraz uzyskiwania znaków budowlanych B zgodnych ze specyfikacją krajową.
W obręb świadczonych usług wchodzi m.in. ocena zgodności wyrobów, wdrażanie oznakowania CE oraz organizowanie szkoleń z zakresu oznakowania budowlanego B oraz oznakowania CE stosowanych na terenie Polski lub Unii Europejskiej.

## Deklaracja zgodności WE
Jest to dokument potwierdzający, że wyroby proponowane przez firmę są zgodne z wymaganiami zasadniczymi ustalonymi w dyrektywach “Nowego Podejścia” stosowanymi przez Unię Europejską.

## Znak budowlany B
To znak budowlany nanoszony na wyroby budowlane spełniające wymogi, polskiej normy (PN) lub Krajową Ocenę Techniczną (kiedyś krajową Aprobatę Techniczną)

## Siedziba
Główna siedziba przedsiębiorstwa mieści się w Poznaniu.

## Historia działalności
Firma założona została 12 sierpnia 1982. W pierwszych latach istnienia profil działalności ograniczał się do certyfikowania produktów wprowadzanych na rynek Europy Zachodniej, a potem EOG. Do wyrobów sprawdzanych pod kątem zgodności z obowiązującymi wówczas przepisami należały produkty pochodzące m.in. z Estonii i Łotwy oraz wyroby pozyskiwanie z rynków Azji Wschodniej.
Profil firmy zmienił się w 2000. Przeobrażona została w samodzielną organizację i rozpoczęła działania nad certyfikacją unijną oraz krajową produktów polskich przedsiębiorców. Do wcześniej świadczonych usług dołączono m.in. prowadzenie konsultacji oraz organizowanie szkoleń obejmujących unijne oznakowania CE oraz krajowe oznakowanie budowlane B. Pierwsze szkolenie o charakterze komercyjnym zostało zrealizowane w 2003. Obecnie firma zajmuje się przede wszystkim consultingiem w zakresie przepisów zasadniczych dyrektyw “Nowego Podejścia” oraz wdrażaniem deklaracji CE i znaków budowlanych B dla przedsiębiorstw chcących prowadzić działalność na terenie Polski oraz Unii Europejskiej.

## Profil firmy
Centrum Certyfikacji CECE-Polska zajmuje się procesami oceny zgodności wyrobów objętych przepisami zasadniczymi (dyrektywy “Nowego Podejścia” i rozporządzenia) w następujących grupach wyrobów: niskonapięciowych LVD, elektronicznych EMC, prostych zbiorników ciśnieniowych SPV, produktów z zakresu eco design, zabawek i produktów dla dzieci, wyrobów budowlanych CPR, maszyn budowlanych, środków ochrony indywidualnej PPE, wyrobów medycznych, wyrobów in vitro, wyrobów medycznych aktywnego osadzenia, RoHS (ograniczenie stosowania niebezpiecznych substancji w sprzęcie elektrycznym i elektronicznym), nieautomatycznych urządzeń ważących NAWI, urządzeń emitujących hałas emitowany na zewnątrz pomieszczeń, środków wybuchowych do użytku cywilnego, ATEX (urządzeń pracujących w atmosferze wybuchu), łodzi i jachtów rekreacyjnych, wind (dźwigi), urządzeń ciśnieniowych PED, urządzeń radiowych RED, kolei linowych, przyrządów pomiarowych MID, sprawności wodnych kotłów grzewczych, urządzeń spalających paliwa gazowe, wyrobów pirotechnicznych/fajerwerków.
Usługi Centrum Certyfikacji CECE-Polska można podzielić na:
- wdrażanie oznakowania CE i znaku budowlanego B – za takie działania rozumie się badania wyrobu, tworzenie dokumentacji oraz instrukcji, przygotowanie deklaracji zgodności WE, deklaracji zgodności UE, deklaracji zgodności WE/UE, deklaracji właściwości użytkowych, a także krajowej deklaracji właściwości użytkowych.
- organizowanie i prowadzenie szkoleń z zakresu oznakowania CE i oznakowania budowlanego B realizowanych w formie szkoleń otwartych oraz zamkniętych dla przedsiębiorców[3].
- consulting CE – prowadzenie konsultacji w zakresie znakowania CE przez polskie przedsiębiorstwa.
- opiniowanie produktów i wydawanie ocen zgodności wyrobów objętych przepisami zasadniczymi zawartymi w dyrektywie “Nowego Podejścia”.

## Dodatkowa działalność firmy

### Europejski Punkt Konsultacyjny ds. znaku CE
W ramach Centrum Certyfikacji CECE-Polska działa Europejski Punkt Konsultacyjny do spraw znaku CE, który udziela informacji na temat dyrektywy “Nowego Podejścia” i rozporządzeń Parlamentu Europejskiego oraz norm zharmonizowanych.

### Infolinia Europejskiego Punktu Konsultacyjnego ds. znaku CE
Europejski Punkt Konsultacyjny prowadzi infolinię informacyjną w sprawie znaku CE. Uzyskanie informacji możliwe jest w dni robocze pod numerem +48 735 790 790.

### Działalność informacyjna firmy
Firma prowadzi działalność informacyjną w sprawach znaku CE i znaku budowlanego B. Wspiera również działania ogólnopolskich portali informacyjnych o znaku CE.